# Ergun
Ergun (额尔古纳市S, É'ěrgǔnà ShìP) è una città-contea della Mongolia Interna, regione autonoma della Cina. Essa è amministrata dalla prefettura di Hulunbuir.